# Жуан Фігейреду
Жуа́н Бапті́ста ді Оліве́йра Фігейре́ду (порт. João Baptista de Oliveira Figueiredo; 15 січня 1918 — 24 грудня 1999) — бразильський військовий і державний діяч, президент країни у 1979–1985 роках.

## На посту президента
Жуан Фігейреду вступив на посаду президента Бразилії 15 березня 1979 року.
За часів його президентства в Бразилії продовжився процес лібералізації режиму, який розпочався ще за правління його попередника Ернесту Гейзела. Під тиском з боку народу, який вимагав повернення демократії, за Фігейреду почали поступово відновлюватись політичні права громадян. Усім політичним емігрантам, за винятком терористів, оголосили амністію та дозволили повернутись на батьківщину.
1979 рік в Бразилії відзначився скасуванням двопартійної системи, яку було замінено багатопартійною. Невдовзі Фігейреду перетворив Альянс національного відродження у Соціал-демократичну партію, а опозиційна партія Бразильський демократичний рух — в Партію бразильського демократичного руху.
1982 року вперше за багато років губернатори бразильських штатів були обрані шляхом загального прямого голосування. 1984 року в Бразилії відбулись численні акції на підтримку повернення прямих президентських виборів. На цей радикальний крок уряд Фігейреду не наважився, проте воля громадян все ж набула прояву: в січні 1985 року Колегія виборців новим президентом Бразилії було обрала кандидата від опозиційної коаліції Танкреду Невіса. Так, у Бразилії нарешті завершився період багаторічної військової диктатури.

## Пам'ять
На честь Фігейреду названо муніципалітет Презіденті-Фігейреду в штаті Амазонас.